# FK Kolomna
Maillots
Le FK Kolomna (russe : Футбольный клуб «Коломна») est un club de football russe fondé en 1997 et basé à Kolomna.
Il évolue en quatrième division russe depuis la saison 2023-2024.

## Histoire
Issu de la fusion du FK Oka et de l'Avangard-Kortek en 1997, le club démarre directement au niveau professionnel en intégrant la quatrième division, puis la troisième l'année suivante où elle se maintient jusqu'en 2002. Après dix saisons en amateur, Kolomna retrouve le professionnalisme et le troisième échelon en 2013.

## Bilan sportif

### Classements en championnat
La frise ci-dessous résume les classements successifs du club en championnat de Russie.

### Bilan par saison
| Saison    | Championnat      | Championnat | Championnat | Championnat | Championnat | Championnat | Championnat | Championnat | Championnat | Championnat | Coupe de Russie |
| Saison    | Division         | Pos         | Pts         | J           | V           | N           | D           | BP          | BC          | Diff        | Coupe de Russie |
| --------- | ---------------- | ----------- | ----------- | ----------- | ----------- | ----------- | ----------- | ----------- | ----------- | ----------- | --------------- |
| 1997      | 4e Zone 3        | 10e         | 57          | 40          | 15          | 12          | 13          | 49          | 40          | +9          | —               |
| 1998      | 3e Centre        | 13e         | 50          | 40          | 14          | 8           | 18          | 57          | 72          | -15         | 128es de finale |
| 1999      | 3e Centre        | 2e          | 72          | 36          | 22          | 6           | 8           | 68          | 44          | +24         | 128es de finale |
| 2000      | 3e Centre        | 12e         | 45          | 38          | 12          | 9           | 17          | 36          | 63          | -27         | 128es de finale |
| 2001      | 3e Centre        | 19e         | 30          | 38          | 7           | 9           | 22          | 25          | 68          | -43         | 256es de finale |
| 2002      | 3e Centre        | 18e         | 36          | 38          | 10          | 6           | 22          | 35          | 51          | -16         | 256es de finale |
| 2003      | 4e Podmoskovié A | 10e         | 36          | 30          | 10          | 6           | 14          | 43          | 48          | -5          | 256es de finale |
| 2004      | 4e Podmoskovié A | 11e         | 34          | 30          | 9           | 7           | 14          | 35          | 47          | -12         | —               |
| 2005      | 4e Podmoskovié A | 10e         | 41          | 30          | 12          | 5           | 13          | 40          | 41          | -1          | —               |
| 2006      | 4e Podmoskovié A | 7e          | 40          | 30          | 10          | 10          | 10          | 42          | 36          | +6          | —               |
| 2007      | 4e Podmoskovié A | 11e         | 35          | 30          | 9           | 8           | 13          | 41          | 46          | -5          | —               |
| 2008      | 4e Podmoskovié A | 6e          | 51          | 30          | 15          | 6           | 9           | 55          | 46          | +9          | —               |
| 2009      | 4e Podmoskovié A | 9e          | 40          | 30          | 12          | 4           | 14          | 43          | 40          | +3          | —               |
| 2010      | 4e Podmoskovié A | 8e          | 42          | 30          | 12          | 6           | 12          | 37          | 38          | -1          | —               |
| 2011-2012 | 4e Podmoskovié A | 6e          | 76          | 42          | 22          | 10          | 10          | 87          | 48          | +39         | —               |
| 2012      | 4e Podmoskovié A | 1er         | 41          | 17          | 13          | 2           | 2           | 34          | 15          | +19         | —               |
| 2013-2014 | 3e Ouest         | 13e         | 35          | 32          | 10          | 5           | 17          | 32          | 56          | -24         | 256es de finale |
| 2014-2015 | 3e Ouest         | 15e         | 23          | 30          | 6           | 5           | 19          | 28          | 67          | -39         | 32es de finale  |
| 2015-2016 | 3e Ouest         | 15e         | 10          | 28          | 2           | 4           | 22          | 20          | 65          | -45         | 256es de finale |
| 2016-2017 | 3e Ouest         | 12e         | 21          | 26          | 4           | 9           | 13          | 19          | 43          | -24         | 256es de finale |
| 2017-2018 | 3e Ouest         | 13e         | 16          | 26          | 5           | 1           | 20          | 18          | 59          | -41         | 128es de finale |
| 2018-2019 | 3e Ouest         | 11e         | 21          | 24          | 6           | 3           | 15          | 26          | 56          | -30         | 128es de finale |
| 2019-2020 | 3e Ouest         | 11e         | 15          | 17          | 4           | 3           | 10          | 15          | 24          | -9          | 128es de finale |
| 2020-2021 | 3e Groupe 2      | 15e         | 22          | 30          | 5           | 7           | 18          | 38          | 63          | -25         | 64es de finale  |
| 2021-2022 | 3e Groupe 3      | 22e         | 15          | 18          | 5           | 0           | 13          | 26          | 45          | -19         | 256es de finale |
| 2022-2023 | 3e Groupe 3      | 20e         | 28          | 22          | 8           | 4           | 10          | 31          | 45          | -14         | 128es de finale |
| 2023      | 4e Groupe 3      | en cours    | en cours    | en cours    | en cours    | en cours    | en cours    | en cours    | en cours    | en cours    | 256es de finale |

Légende
- Promotion en division supérieure
- Relégation en division inférieure

## Entraîneurs
La liste suivante présente les différents entraîneurs du club depuis 1998.
- Vadim Iastrebkov (1998-1999)
- Fiodor Novikov (1999)
- Vladimir Ouchakov (2000)
- Vladimir Tchtverikov (2001)
- Vladimir Ouchakov (2002)
- Leonid Pakhomov (2002)
- Ievgueni Smertine (2002)
- Aleksandr Ierastov (2002)
- Viatcheslav Savytchev (2002-2013)
- Edouard Diomine (2014)
- Vladimir Kondarenko (février 2015-avril 2016)
- Sergueï Piskariov (avril 2016-mai 2016)
- Aleksandr Bodrov (mai 2016-janvier 2017)
- Denis Zoubko (mars 2017-avril 2019)
- Vassili Rojnov (avril 2019-juin 2019)
- Denis Ievsikov (juillet 2019-juin 2020)
- Alekseï Medvedev (juillet 2020-août 2020)
- Aleksandr Korotkov (septembre 2020-octobre 2020)
- Aleksandr Kouranov (octobre 2020-août 2021)
- Levan Gvazava (en) (août 2021-octobre 2021)
- Vassili Dorofeïev (depuis octobre 2021)

## Historique du logo

1997-2020
depuis 2020